# しらぬGA宇宙人
『しらぬGA宇宙人』（しらぬがえいりあん）は、東直矢による漫画作品。『月刊少年チャンピオン』（秋田書店）に1997年10月号から1999年10月号まで連載されていた。全29話だが、単行本は2巻で打ち切られており、現在のところ、復刻版ないし単行本未収録である13話以降を含む完全版は刊行されていない。
宇宙人がヒロインという非日常性からもわかるように、TSF (ジャンル)などの非現実的なネタが多い。

## あらすじ
高校生である健二の学校にエミリィという名前の転校生が来た。その転校生に一目ぼれした健二であったが、実はエミリィはキアラ星から来たエイリアンで、人間に擬態した姿で地球を調査する役割をもったエージェントであった。彼らは文明の発達とともに「種」としての退化が始まり、やがて生物には本来あるべき交接の本能すら失ってしまったため、種の存続のため地球に愛と性を学ぶために来たのである。

## 登場人物
山本健二
この作品の主人公で高校1年生。クラスは4組。エミリィを守り、彼女に地球や愛、性の事を教えるという使命感を持っている。直情的な性格で、卑劣な人間は許さず殴り飛ばす。絵を描くのが好きで美術部に入っているが、絵の腕はいまいち。両親や兄と暮らしている。
天宮エミリィ
愛と性を学ぶために地球にやってきた、キアラ星第2世代人。地球の事をよく知らないので、恥じらいを持っていない。そのためスカートをめくられても、全裸で人前に出ても平然とする。山本家の家族の記憶を操作して、親戚として健二と共に暮らしている。キアラ星では生物学を専攻しており、人間の体の構造に興味を持っている。坂口のスカウトで真由と共に水着モデルを始める。最終的には地球人として生きる事を選び、自ら望んでキアラ星人としての記憶を抹消して地球に残り、10年後には健二と結ばれて美星（みほ）と太陽の2児の母となっていた。
井原真由
健二の同級生で、クラスは1組。勝気な性格で、男を誘惑したり、自分をナンパしてきた男と乱闘したりと、かなり評判の悪い女だった。両親は仕事であまり家にいない。無敵の女子校生軍団を作ろうと考え、軍団2号にエミリィをスカウトした事から健二やエミリィと知り合う。やがてエミリィとは初めて心を許せる友達となるも、その一方で健二に恋心を抱くようになり、恋のライバルにもなる。10年後には貴彦という男性と結ばれており、最終話は健二達が彼女の結婚式に参加するところで終わっている。
正太
健二の中学時代からの親友。野球部所属。純情な性格。エミリィに想いを寄せているが、真由の事も気になっているらしい。健二の喧嘩に付き合う事も多い。10年後の真由の結婚式の時点で、彼は独身のままであった。
スフィア、アクリ
エミリィと共に地球にやって来た、2人の男性キアラ星第1世代人。地球人と変わらない容姿を持つエミリィとは異なり、体格は地球人に近いものの、頭部は宇宙人のそれである。並行次元に隠されたＵＦＯの中で生活しており、そこから健二とエミリィの地球生活を見ながら、愛と性を学んでいる。悪戯好きな一面を持ち、勉強のためという口実で、健二とエミリィの体を、本人に無断で精神交換装置で入れ替えてしまったり、少年に化けて健二に接近、嘘で動揺させたりした事がある。健二が人間関係のもつれからエミリィを傷つけてしまい、彼女を泣かせてしまった際には激しく動揺し、エミリィを母星に連れ帰ろうとするも、健二とエミリィの抵抗に遭い、さらにエミリィが地球人として生きる事を望んだ事により、2人はエミリィからキアラ星人としての記憶を抹消して、彼女を地球に残して母星に帰った。
山本勇一
健二の兄。スケベで強引な性格で、事ある毎にエミリィに手を出しては、それを阻止しようとする健二と喧嘩をしている。ラグビー部所属。自動車免許の試験に5回も落ちているらしい。
山本美果
健二の母。明るく勝気な性格。
山本雄造
健二の父。穏やかな性格。結婚して20年になる。
織田鉄也
健二の同級生。スケベな性格で、同級生の今川や武田と共に「セクシー探偵団」を結成し、「男の本能のままに生きる」をモットーに、覗きやスカートめくりを行っている。今川や武田からは「リーダー」と呼ばれる。エミリィにも度々手を出しているが、その度に健二に邪魔されている。10年後の真由の結婚式の時点で、3人とも独身のままであった。
今川
健二の同級生で織田の部下。「セクシー探偵団」の作戦参謀。
武田
健二の同級生で織田の部下。「セクシー探偵団」の情報局長。
圭介
正太の従兄弟。伊豆で民宿をやっている家の仕事を手伝う高校生。美形でファンも多いが、本人は恋人の美香一筋である。
美香
圭介の恋人。巨乳。圭介とは度々喧嘩しては仲直りを繰り返している。原宿が好きで、月に1度は来ているらしい。10年後には圭介と結ばれていた。
遠藤亮
真由の昔の恋人で、彼女が初めて体を重ねた男。強引で女好きだが陰湿な性格。
坂口元（はじめ）
勇一の友人でカメラマン志望の青年。名カメラマン・河村征造のアシスタントを務めている。勇一の紹介でエミリィを水着モデルにスカウトし、その際に真由も引き入れた。かつてはレースクイーンの片桐麗を恋人としていた。健二からはエミリィに手を出される事を警戒されている。事実、坂口はエミリィに言い寄るようになり、さらにスフィアとアクリが、エミリィとDNAレベルで相性が良いのは坂口という分析結果からエミリィに坂口と付き合う事を勧めた事から、健二達に人間関係のもつれが発生する事になった。10年後には真由の結婚式の写真撮影を担当していた。
大樹（たいき）
真由の2つ上の先輩が、駆け落ち同然で結婚して産んだ赤ん坊。彼女はすぐに離婚した後、真由の家に遊びに行った際に赤ん坊を置いて行ってしまった。苗字は不明。山本家に引き取られつつ、坂口も養育に協力する形となった（坂口としては、エミリィに家に来てもらえるという狙いもあったらしい）。10年後には真由の結婚式に参加している。
新堂
チンピラ。遠藤を手下にしている他、ヒロとユキトという手下もいる。水着モデルのエミリィに目を付け、遠藤に命じて真由を人質にエミリィを呼び寄せようと企むも、健二と正太、プラズマ弾を使用したエミリィの活躍で倒され、警察に連行された。

## キアラ星人について
キアラ星は、地球よりも3万年ほど文明が進んでおり、人造子宮から赤ちゃんが生まれる事で、男女平等が究極まで推し進められた社会システムを持つが、文明の発達と共に「種」としての退化が始まり、やがて生物には本来あるべき交接の本能すら失ってしまった。退化の極みを迎えつつあった先人達は、種の絶滅を恐れ、他の惑星の人間型生物の遺伝子を、自分達の「種」へ導入する計画を実行した。その計画のために50年前に地球を訪れて地球人の遺伝子を入手、それを組み込んだ試作型「第1世代人」を創り上げた。そして次に、より多くの遺伝子を組み込んだ「第2世代人」を創り上げ、その1人がエミリィである。エミリィが先人の無くした生殖本能に目覚めたのも、地球人の遺伝子が原因である。
キアラ星では、地球年齢で10歳くらいまでに直脳学習と呼ばれる方法で教育を受け、終了後すぐに専門の分野へ進む。
キアラ星人は護身用にプラズマ弾を携帯しており、エミリィは真由を新堂率いるチンピラ達から助けるために使用した事がある。

## 単行本
- 東直矢『しらぬGA宇宙人』秋田書店〈チャンピオンコミックス〉、全2巻
  1. 1998年8月10日初版、ISBN 4253038557
  2. 1999年1月5日初版、ISBN 4253038565